# Societat Russa de Física i Química
La Societat Russa de Física i Química és una de les més antigues societats científiques de Rússia, que fou activa entre 1868 i 1932.

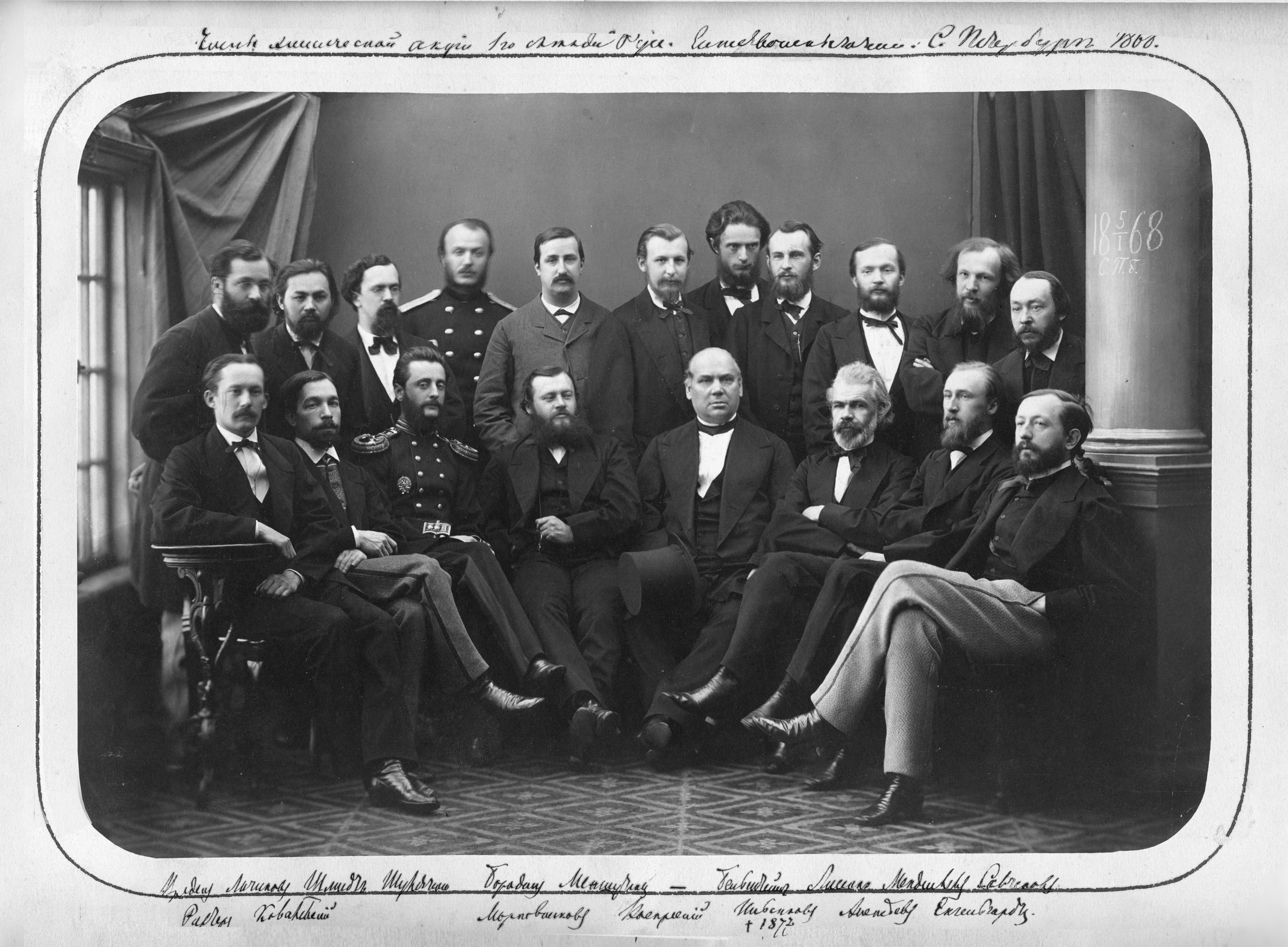
Fundadors de la Societat Russa de Química el 4 de gener de 1868. D'esquerra a dreta, drets: F.R. Vreden, P. A. Laxinov, G.A. Schmidt, A.R. Shuliaxenko, A.P. Borodin, N.A. Menxutkin, N A. Sokovnin, F.F. Beilstein, K.I. Lisenko, D.I. Mendeléiev, F.N. Savxenkov. Asseguts: V. von Richter, S.I. Kovalevski, N.P. Nexaev, V.V. Markóvnikov, A.A. Voskressenski, P.A. Ilenkov, P.P. Alekseev, A.N. Engelhardt (signatures a mà D. I. Mendeléiev).

La societat es constituí el 1878 amb la unió de la Societat Russa de Química, fundada a Sant Petersburg el 1868, i la Societat Russa de Física, fundada el 1872, també a Sant Petersburg. En els seus inicis, la societat estava formada per dos departaments separats, el Departament de Física i el Departament de Química. El Departament de Física i Química Docent s'establí el 1917 i el Departament de Química Aplicada el 1927. Entre els membres més actius de la societat figuraven Nikolai N. Zinin, Nikolai N. Bekétov, Dmitri I. Mendeléiev i Aleksandr M. Butlerov. La societat publicà la revista Jurnal Rússkogo Fíziko-Khimitxéskogo Obsxestva des del 1876, combinant les seccions de física i química, les quals es publicaren per separat a partir de 1907. L'activitat de la societat finalitzà el 1932 i fou succeïda per la Unió de Totes les Societats Químiques Russes (1933) i després per la Societat Química Mendeléiev (1992) amb seu a Moscou i sucursal a Sant Petersburg. L'antiga biblioteca de la Societat Russa de Física i Química acull actualment la biblioteca de la Societat Russa de Química, i compta amb més de 170.000 volums.